# Hạ Ai Cập
Hạ Ai Cập (tiếng Ả Rập: الدلتا al-Diltā) là phần cực bắc nhất của Ai Cập. Nó dùng để chỉ các khu vực màu mỡ của đồng bằng sông Nin, trải dài từ khu vực giữa Thượng Ai Cập và Địa Trung Hải - từ El-Aiyat phía nam của Cairo ngày nay, và Zawyet Dahshur.

## Địa lý
Ngày nay có hai con kênh chính là sông Nile có thông qua đồng bằng sông: một ở phía tây tại Rashid và một ở phía đông tại Damietta.
Trong thời cổ đại Pliny Anh (N.H. 5.11) cho rằng, khi chảy đến đồng bằng sông Nile chia thành bảy nhánh (từ đông sang tây): Pelusiac, Tanitic, Mendesian, Phatnitic, Sebennytic, Bolbitine, và Canopic. Ngày nay, khu vực đồng bằng được tưới nước tốt, với hệ thống kênh chằng chịt.
Khí hậu ở Hạ Ai Cập dễ chịu hơn do Thượng Ai Cập chủ yếu để gần với Địa Trung Hải. Nhiệt độ ít cực đoan hơn và lượng mưa phong phú hơn.

Deshret, huy hiệu màu đỏ của Hạ Ai Cập

## Lịch sử

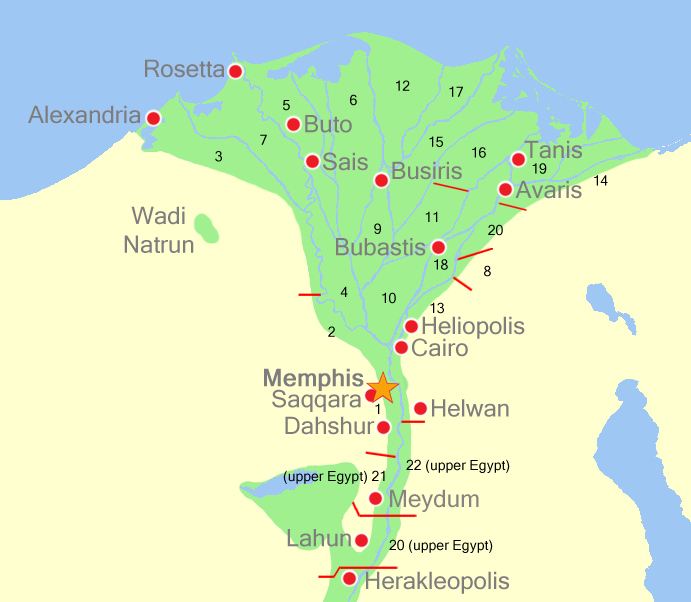
Bản đồ của Hạ Ai Cập với những địa điểm khảo cổ

Hạ Ai Cập được gọi là Ta-Mehu có nghĩa là "đất giấy cói." Nó được chia thành 20 quận, huyện được gọi là nomes, với quận đầu tiên là tại el-Lisht. Bởi vì Hạ Ai Cập chủ yếu là vùng cây bụi chưa phát triển, kém phát triển cho cuộc sống của con người và đầy rẫy các loại thực vật như cỏ và các loại thảo mộc, các tổ chức của nomes trải qua một số thay đổi.
Thủ phủ của Hạ Ai Cập là Memphis. Nữ thần bảo trợ của nó là nữ thần rắn hổ mang Wadjet. Hạ Ai Cập đã được đại diện bởi Deshret, và biểu tượng của nó là giấy cói và ong.

## Các vua Hạ Ai Cập
| Tên       |
| --------- |
| Hsekiu    |
| Khayu     |
| Tiu       |
| Thesh     |
| Neheb     |
| Wazner    |
| Mekh      |
| (phá hủy) |

## Danh sách nome
| Số thứ tự | Tên Ai Cập | Thủ đô                                  | Thành phố hiện nay           | Chuyển ngữ          |
| --------- | ---------- | --------------------------------------- | ---------------------------- | ------------------- |
| 1         | Aneb-Hetch | Ineb Hedj / Men-nefer / Menfe (Memphis) | Mit Rahina                   | White Walls         |
| 2         | Khensu     | Khem (Letopolis)                        | Ausim                        | Cow's thigh         |
| 3         | Ahment     | Imu (Apis)                              | Kom El Hisn                  | West                |
| 4         | Sapi-Res   | Ptkheka                                 | Tanta                        | Southern shield     |
| 5         | Sap-Meh    | Zau (Sais)                              | Sa El Hagar                  | Northern shield     |
| 6         | Khaset     | Khasu (Xois)                            | Sakha                        | Mountain bull       |
| 7         | A-ment     | (Hermopolis Parva, Metelis)             | Damanhur                     | West harpoon        |
| 8         | A-bt       | Tjeku / Per-Atum (Heroonpolis, Pithom)  | Tell El Maskhuta             | East harpoon        |
| 9         | Ati        | Djed (Busiris)                          | Abu Sir Bara                 | Andjeti             |
| 10        | Ka-khem    | Hut-hery-ib (Athribis)                  | Banha (Tell Atrib)           | Black bull          |
| 11        | Ka-heseb   | Taremu (Leontopolis)                    | Tell El Urydam               | Heseb bull          |
| 12        | Theb-ka    | Tjebnutjer (Sebennytos)                 | Samanud                      | Calf and Cow        |
| 13        | Heq-At     | Iunu (Heliopolis)                       | Materiya (suburb of Cairo)   | Prospering Sceptre  |
| 14        | Khent-abt  | Tjaru (Sile, Tanis)                     | Tell Abu Sefa                | Eastmost            |
| 15        | Tehut      | Ba'h / Weprehwy (Hermopolis Parva)      | Baqliya                      | Ibis                |
| 16        | Kha        | Djedet (Mendes)                         | Tell El Rubˁ                 | Fish                |
| 17        | Semabehdet | Semabehdet (Diospolis Inferior)         | Tel El Balamun               | The throne          |
| 18        | Am-Khent   | Per-Bastet (Bubastis)                   | Tell Bastah (near Zagazig)   | Prince of the South |
| 19        | Am-Pehu    | Dja'net (Leontopolis Tanis)             | Tell Nebesha or San El Hagar | Prince of the North |
| 20        | Sopdu      | Per-Sopdu                               | Saft El Hinna                | Plumed Falcon       |